# Wairua waikanae
Wairua waikanae är en spindelart som beskrevs av Forster 1990. Wairua waikanae ingår i släktet Wairua och familjen Synotaxidae. Inga underarter finns listade i Catalogue of Life.